# O Bairro da Fonte
O Bairro da Fonte é uma série portuguesa e foi exibida pela SIC, contando com duas temporadas. A primeira temporada teve 26 episódios e foi exibida de 9 de Novembro de 2000 a 7 de Maio de 2002. Já a segunda teve 34 episódios e foi transmitida entre 14 de Maio de 2002 e 21 de Janeiro de 2003.

## Elenco
- Vítor Norte - José (60 episódios, 2000-2003)
- António Feio -  António (60 episódios, 2000-2003)
- Lena Coelho -  Rosa (60 episódios, 2000-2003)
- Carlos Santos -  Raul (60 episódios, 2000-2003)
- Manuela Cassola -  Zulmira (60 episódios, 2000-2003)
- Vera Alves -  Nana (60 episódios, 2000-2003)
- Patrícia Tavares -  Vera (60 episódios, 2000-2003)
- Rudolfo Neves -  Relvas (60 episódios, 2000-2003)
- Luís Mascarenhas -  Manhas (60 episódios, 2000-2003)
- Jorge Silva -  Amadeu (60 episódios, 2000-2003)
- Duarte Guimarães -  Zeca (60 episódios, 2000-2003)
- Marco Horácio -  Chico (60 episódios, 2000-2003)
- Jiska Morgenthal -  Vicky (60 episódios, 2002)
- António Pedro Lima -  Jorge (55 episódios, 2000-2003)
- Nair Santos - Marta (55 episódios, 2000-2003)
- Helena Isabel - Teresa (46 episódios, 2002-2003)
- Elsa Valentim -  Lena (46 episódios, 2002-2003)
- Cláudia Teixeira - Raquel
- Ricardo Pereira Gonçalo - (45 episódios, 2002-2002)
- Joana Silva - Daniela (33 episódios, 2002-2003)
- David Garcia Reis -
- Cristovão Campos - David (28 episódios, 2002-2003)
- Margarida Vila-Nova -
- Ricardo Caldeira -
- Pedro Granger -
- Maria João Luís - Graça (15 episódios, 2000-2002)
- Gonçalo Diniz - Jaime (14 episódios, 2002-2003)
- Nádia Santos - Marta
- Sofia de Portugal -
- Sylvie Dias - Teresa
- Ari Natanael  -
- Mafalda Drummond -
- Laura Marie -
- Jorge Kapinha - Diogo (7 episódios, 2002)
- Orlando Costa -
- Márcia Breia -
- João Lagarto -
- Maria José -
- Diogo Norte -
- Magda Cardoso -
- Francisco Nicholson -
- Anabela Brígida -
- Marco Delgado - Cláudio
- Liliana Oliveira -
- Rómulo Fragoso -
- Gonçalo Waddington -
- Susana Dias -
- Manuel Moreira -
- Maria Barracosa -
- Rui Quintas - Tomás (3 episódios, 2001-2002)
- Isabel Alarcão -
- Couto Viana -
- Vítor Espadinha -
- María Dulce - Vitória (2 episódios, 2002)
- Custódia Galego -
- Benedita Pereira -  Cláudia (2 episódios, 2002)
- Virgílio Castelo -
- Carlos Gonçalves -
- Nuno Melo -
- Ramon de Mello -
- Rosa Villa -
- Nuno Porfírio -
- Paulo Matos -
- João Rosa-
- Lourenço Vasconcelos - Rapaz (2 episódios, 2002)
- Adérito Lopes -
- André Cunha -
- Núria Madruga -
- Pedro Laginha -  Chino (1 episódio, 2002)
- Inês Castel-Branco -

## Primeira temporada (2000-2002)
| #  | Título                           | Transmissão Portugal    |  |
| -- | -------------------------------- | ----------------------- |  |
| 1  | "Cabe Sempre Mais Um"            | 9 de Novembro de 2000   |  |
| 2  | "A Pão e Água"                   | 16 de Novembro de 2000  |  |
| 3  | "Quando Perdemos um Amigo"       | 30 de Novembro de 2000  |  |
| 4  | "Um Novo Dia"                    | 7 de Dezembro de 2000   |  |
| 5  | "A Guerra dos Sexos"             | 14 de Dezembro de 2000  |  |
| 6  | "Segredos de Confissão"          | 28 de Dezembro de 2000  |  |
| 7  | "Três Meses em Dia"              | 4 de Janeiro de 2001    |  |
| 8  | "Quem Tem Filhos Tem Cadilhos"   | 11 de Janeiro de 2001   |  |
| 9  | "Ao Ataque"                      | 18 de Janeiro de 2001   |  |
| 10 | "Três Não São Demais"            | 8 de Janeiro de 2002    |  |
| 11 | "Castelos no Ar"                 | 15 de Janeiro de 2002   |  |
| 12 | "Meio Século"                    | 22 de Janeiro de 2002   |  |
| 13 | "Mãe Há Só Duas"                 | 29 de Janeiro de 2002   |  |
| 14 | "O Vil Metal"                    | 5 de Fevereiro de 2002  |  |
| 15 | "A Porta Fechou-se Atrás de Ti"  | 12 de Fevereiro de 2002 |  |
| 16 | "A Vida Continua"                | 19 de Fevereiro de 2002 |  |
| 17 | "Rebelde com Causa"              | 5 de Março de 2002      |  |
| 18 | "Pão Pão, Queijo Queijo"         | 12 de Março de 2002     |  |
| 19 | "Mulheres de Armas"              | 19 de Março de 2002     |  |
| 20 | "A Sombra de uma Dúvida"         | 26 de Março de 2002     |  |
| 21 | "Fomos Namorados"                | 2 de Abril de 2002      |  |
| 22 | "Quem Foi ao Ar Perdeu o Lugar"  | 9 de Abril de 2002      |  |
| 23 | "Dá Cá um Beijo"                 | 16 de Abril de 2002     |  |
| 24 | "Diz-me Que Me Amas"             | 23 de Abril de 2002     |  |
| 25 | "Quem Dá o que Tem"              | 30 de Abril de 2002     |  |
| 26 | "A Sorte É uma Questão de Sorte" | 7 de Maio de 2002       |  |

## Segunda temporada (2002-2003)
| #  | Título                                | Transmissão Portugal   |  |
| -- | ------------------------------------- | ---------------------- |  |
| 1  | "No Fio da Navalha"                   | 14 de Maio de 2002     |  |
| 2  | "Por Amor"                            | 21 de Maio de 2002     |  |
| 3  | "Os Bebés Não Vêm com a Cegonha"      | 28 de Maio de 2002     |  |
| 4  | "Coisas de Miúdos"                    | 4 de Junho de 2002     |  |
| 5  | "Perdoa-me"                           | 11 de Junho de 2002    |  |
| 6  | "A Viagem"                            | 18 de Junho de 2002    |  |
| 7  | "Muita Gente Junta Não se Safa"       | 25 de Junho de 2002    |  |
| 8  | "A Costela de Zeca"                   | 2 de Julho de 2002     |  |
| 9  | "Flash"                               | 9 de Julho de 2002     |  |
| 10 | "O Presente de Casamento"             | 16 de Julho de 2002    |  |
| 11 | "Um Par de Ases"                      | 23 de Julho de 2002    |  |
| 12 | "A Avó Faz 70 Anos"                   | 30 de Julho de 2002    |  |
| 13 | "A Festa do Inimigo"                  | 6 de Agosto de 2002    |  |
| 14 | "Até Que a Morte nos Separe"          | 13 de Agosto de 2002   |  |
| 15 | "Lar Doce Lar"                        | 20 de Agosto de 2002   |  |
| 16 | "Se um Elefante Incomoda Muita Gente" | 27 de Agosto de 2002   |  |
| 17 | "Naquela Noite"                       | 3 de Setembro de 2002  |  |
| 18 | "Acusado"                             | 10 de Setembro de 2002 |  |
| 19 | "Um Balde de Água Fria"               | 17 de Setembro de 2002 |  |
| 20 | "Última Corrida"                      | 1 de Outubro de 2002   |  |
| 21 | "O Dia do Casamento"                  | 8 de Outubro de 2002   |  |
| 22 | "Nem Contigo nem Sem Ti"              | 15 de Outubro de 2002  |  |
| 23 | "A Guerra do Táxi"                    | 22 de Outubro de 2002  |  |
| 24 | "Maldita Pastilha"                    | 29 de Outubro de 2002  |  |
| 25 | "O Rapazinho do Petisquinho"          | 5 de Novembro de 2002  |  |
| 26 | "Já Nasceu"                           | 12 de Novembro de 2002 |  |
| 27 | "Filho Vou Dar uma Volta"             | 19 de Novembro de 2002 |  |
| 28 | "A Fuga"                              | 26 de Novembro de 2002 |  |
| 29 | "São José"                            | 3 de Dezembro de 2002  |  |
| 30 | "Aqui Há Fantasmas"                   | 10 de Dezembro de 2002 |  |
| 31 | "Um Golpe de Sorte"                   | 17 de Dezembro de 2002 |  |
| 32 | "Lições de Vida"                      | 7 de Janeiro de 2003   |  |
| 33 | "Eu Gosto É do Verão"                 | 14 de Janeiro de 2003  |  |
| 34 | "A Vida É uma Caixinha de Surpresas"  | 21 de Janeiro de 2003  |  |

## Curiosidades
- Para as gravações da série a NBP construiu um bairro cinegráfico com uma área 3800 metros quadrados que demorou dois meses a ser erguido. Graças a esta experiência, a equipa de produção não depende de fatores externos como a luz, o clima, entre outros.
- O dinheiro gasto para construir o bairro ascende aos 50 mil contos (250 mil euros).
- Foi a primeira produção da NBP para a SIC.
- A série é baseada no original espanhol "Menudo es mi padre", da Globo Media.